# Gonystylus pendulus
Gonystylus pendulus är en tibastväxtart som beskrevs av Airy Shaw. Gonystylus pendulus ingår i släktet Gonystylus och familjen tibastväxter. Inga underarter finns listade i Catalogue of Life.